# Frits Mondriaan
Frederic Hendrik (Frits) Mondriaan (Den Haag, 16 april 1853 – Den Haag, 16 december 1932) was een Nederlandse amateurschilder en oom van de beroemde kunstschilder Piet Mondriaan.
Hij was een zoon van Willem Frederik Mondriaan, die hij in 1878 opvolgde in zijn Haagse kappers-, parfum- en pruikenmakerszaak. Ook was hij huisschilder. Omstreeks 1885 begon Frits serieus te schilderen. Hij schilderde voornamelijk landschappen in de stijl van de Haagse School. Hij bracht regelmatige bezoeken aan zijn broer, Pieter Cornelis in Winterswijk, waar hij de jonge Piet Mondriaan hielp met zijn studie tekenen. Omstreeks 1905 gaf hij ook les aan de Amerikaanse kunstenares Theresa van Raalte. Hij trouwde met Josephine Marie Destrée (1854-1928), met wie hij minstens één zoon had die de volwassen leeftijd bereikte, de winkelier Frederic Hendrik Mondriaan.

## Schilderijen
- Bosgezicht. Zonder jaar. 45 × 57 cm. München, Hampel Fine Art Auctions (2008). Zie externe link.
- Clingendael bij nacht. Zonder jaar. Olieverf op doek. 43 × 64 cm. Philadelphia, Samuel T. Freedman & Co. (1993).
- Schaapherder met schapen. 1926. Olieverf op paneel. Afmetingen onbekend. Amsterdam, verzameling Ambassade Hotel. Zie externe link.

- Biografisch Portaal: 77471428
- International Standard Name Identifier: 0000 0000 6964 0138
- Library of Congress Control Number: no2019077968
- Nederlandse Thesaurus van Auteursnamen: 069151555
- RKD-Nederlands Instituut voor Kunstgeschiedenis: 56852
- Union List of Artist Names: 500032582
- Virtual International Authority File: 95882166
- WorldCat: E39PBJpjhpMpfbP4tkcbXpFqcP